# جوزيبي فيراري
جوزيبي فيراري (بالإيطالية: Giuseppe Carlo Ferrari)‏ (30 أكتوبر 1910 مودينا إيطاليا - 29 يناير 1987) هو لاعب كرة قدم إيطالي سابق كان يلعب كمهاجم.

## وصلات خارجية
جوزيبي فيراري على موقع عالم كرة القدم.نت (الإنجليزية)